# Jogues
Jogues est une communauté canadienne située dans le territoire non organisé de Cochrane, Unorganized, North Part dans le district de Cochrane dans la province de l'Ontario. Elle fait partie du canton non incorporé de Way. Elle est située sur l'autoroute 583 et sur le chemin de fer Algoma Central au sud de Hearst. Lors du recensement de Statistiques Canada de 2006, la population de Jogues était de 354 habitants.

## Toponymie
Jogues fut d'abord nommée Stavert, par rapport à l'arrêt de train de l'Algoma Central, le curé de la paroisse fait des pressions auprès des postes et le 1er octobre 1922, Stavert devient Jogues en l'honneur du Martyr Issac Jogues.

## Annexe